# اچ‌ام‌اس مدوی (۱۷۴۲)

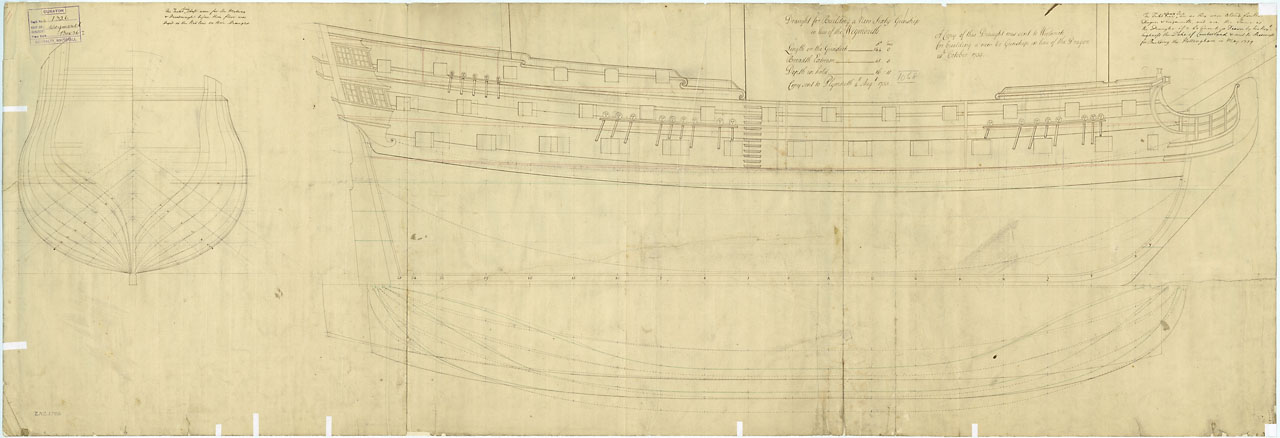
طرح نقشه اچ ام اس مدوی

اچ‌ام‌اس مدوی (۱۷۴۲) (به انگلیسی: HMS Medway (1742)) یک کشتی بود که طول آن ۱۴۴ فوت (۴۳٫۹ متر) بود. این کشتی در سال ۱۷۴۲ ساخته شد.